# Gymnodamaeus rotundigranulatus
Gymnodamaeus rotundigranulatus är en kvalsterart som först beskrevs av Bayartogtokh 200.  Gymnodamaeus rotundigranulatus ingår i släktet Gymnodamaeus och familjen Gymnodamaeidae. Inga underarter finns listade i Catalogue of Life.